# Рикомер (консул 384 г.)
Вижте пояснителната страница за други личности с името Рикомер.
Флавий Рикомер (на латински: Flavius Richomeres; Richomer) е франк, политик и военен на Римската империя през 4 век.
Рикомер е чичо на Арбогаст (magister militum 388 – 394 г.) и на Елия Евдоксия, децата на брат му Флавий Бавтон.
През 377/378 г. Рикомер e comes domesticorum на император Грациан в Галия и е изпатен в Тракия, където участва в Битката при Адрианопол (378) против готите на Фритигерн. През 383 г. той става генерал на Изтока (magister militum per orientum). През 384 г. е консул на Изтока заедно с Флавий Клеарк. На Запад консул е император Магн Максим.
През 388 г. служи при Теодосий I против узурпатора Магн Максим. Участва в битката при Сава (388 г.) в Словения заедно с племенника си Арбогаст, Промот и Тимасий, където Магн Максим е победен и убит в Аквилея.
Рикомер е женен за Асцила и има син Теодомер, крал на франките през 420 – 428 г.